# Premio Goya per i migliori costumi
Il premio Goya per i migliori costumi (premio Goya al mejor diseño de vestuario) è un premio cinematografico assegnato annualmente dall'Academia de las Artes y las Ciencias Cinematográficas de España a partire dal 1987 ai migliori costumi di un film di produzione spagnola uscito nelle sale cinematografiche nel corso dell'anno precedente.
Il plurivincitore, con cinque riconoscimenti, è Javier Artiñano, seguito a quota quattro da Yvonne Blake.

## Albo d'oro
I vincitori sono indicati in grassetto, a seguire gli altri candidati.

### Anni 1987-1989
- 1987: Gerardo Vera - L'amore stregone (El amor brujo)
  - Javier Artiñano e Elisa Ruiz - Dragón rapide
  - Gerardo Vera - La metà del cielo (La mitad del cielo)
- 1988: Javier Artiñano - Il bosco animato (El bosque animado)
  - Javier Artiñano - Ai quattro venti (A los cuatro vientos)
  - José Rubio - La casa di Bernarda Alba (La casa de Bernarda Alba)
- 1989: Yvonne Blake - Remando nel vento (Remando al viento)
  - Gerardo Vera - Berlín Blues
  - Gerardo Vera - A peso d'oro (El Dorado)
  - Javier Artiñano - Jarrapellejos
  - José María Cossío - Donne sull'orlo di una crisi di nervi (Mujeres al borde de un ataque de nervios)

### Anni 1990-1999
- 1990: Montse Amenos e Isidro Prunes - Il bambino della luna (El niño de la luna)
  - Alfonso López Barajas - Montoyas y Tarantos
  - Ana Alvargonzález - La notte oscura (La noche oscura)
  - Marcelo Grande - Se ti dico che sono caduto (Si te dicen que caí)
  - María Luisa Zabala e José María García Montes - Le cose dell'amore (Las cosas del querer)
- 1991: Rafael Palmero e Mercedes Sánchez Rau - ¡Ay, Carmela!
  - José María Cossio - Légami! (¡Átame!)
  - José María García Montes, María Luisa Zavala e Lina Montera - Io sono questa (Yo Soy esa)
- 1992: Javier Artiñano - Il re stupito (El rey pasmado)
  - Yvonne Blake - Don Giovanni negli inferni (Don Juan en los infiernos)
  - José María Cossio - Tacchi a spillo (Tacones lejanos)
- 1993: Javier Artiñano - Il maestro di scherma (El maestro de esgrima)
  - Lala Huete - Belle Époque
  - Yvonne Blake - La reina anónima
- 1994: Andrea Dodorico - Il tiranno Banderas (Tirano Banderas)
  - José María Cossio - Kika - Un corpo in prestito (Kika)
  - Gumersindo Andrés - Madre Gilda (Madregilda)
- 1995: Yvonne Blake - Canción de cuna
  - Helena Sanchís - Días contados
  - Nereida Bonmati - La passione turca (La pasión turca)
- 1996: Pablo Gago - La leyenda de Balthasar el castrado
  - Estíbaliz Markiegi - Il giorno della bestia
  - María José Iglesias - La ley de la frontera
- 1997: Pedro Moreno - Il cane dell'ortolano (El perro del hortelano)
  - Sonia Grande e Gerardo Vera - La Celestina
  - Javier Artiñano - Libertarias
- 1998: Franca Squarciapino - L'immagine del desiderio (La femme de chambre du Titanic)
  - León Revuelta - Muerte en Granada
  - María Estela Fernández e Glenn Ralston - Perdita Durango
- 1999: Lala Huete e Sonia Grande - La niña dei tuoi sogni (La niña de tus ojos)
  - Merce Paloma - A los que aman
  - Gumersindo Andrés - El abuelo
  - Javier Artiñano - La hora de los valientes

### Anni 2000-2009
- 2000: Pedro Moreno - Goya (Goya en Burdeos)
  - Sonia Grande - La lingua delle farfalle (La lengua de las mariposas)
  - José María Cossio e Sabine Daigeler - Tutto su mia madre (Todo sobre mi madre)
  - Franca Squarciapino - Volavérunt
- 2001: Javier Artiñano - Le avventure e gli amori di Lazaro De Tormes (Lázaro de Tormes)
  - Pedro Moreno - Besos para todos
  - Francisco Delgado - La comunidad - Intrigo all'ultimo piano (La comunidad)
  - Gumersindo Andrés - You'Re the One - Una Historia de Entonces (Una historia de entonces)
- 2002: Javier Artiñano - Giovanna la pazza (Juana la Loca)
  - Alberto Luna - Desafinado
  - José Vico - La spina del diavolo (El espinazo del diablo)
  - Sonia Grande - The Others
- 2003: Lala Huete - El embrujo de Shanghai
  - Anna Anni, Alberto Spiazzi e Alexandro Lai - Callas Forever
  - Lena Mossun - Il viaggio di Carol (El viaje de Carol)
  - Gumersindo Andrés - Historia de un beso
- 2004: Yvonne Blake - Per amare Carmen (Carmen)
  - Lourdes de Orduña e Montse Sancho - Hotel Danubio
  - Tatiana Hernández - Spia + Spia - Due superagenti armati fino ai denti (La gran aventura de Mortadelo y Filemón)
  - Nereida Bonmati - Noviembre
- 2005: Yvonne Blake - Il ponte di San Luis Rey (The Bridge of San Luis Rey)
  - Lourdes de Orduña - Tiovivo c. 1950
  - Sonia Grande - La puta y la ballena
  - Sabine Daigeler - Inconscientes
- 2006: María José Iglesias - Camarón
  - Bina Daigeler - Princesas
  - Janty Yates - Le crociate - Kingdom of Heaven (El reino de los cielos)
  - Sonia Grande - Hormigas en la boca
- 2007: Francesca Sartori - Il destino di un guerriero (Alatriste)
  - Luciano Capozzi - Los Borgia
  - Yvonne Blake - L'ultimo inquisitore (Goya's Ghosts)
  - Bina Daigeler - Volver
- 2008: Lena Mossum - Le 13 rose (Las 13 rosas)
  - Sonia Grande - Lola, la película
  - Lourdes de Orduña - Luz de domingo
  - María Reyes - The Orphanage (El Orfanato)
- 2009: Lala Huete - El Greco
  - Javier Artiñano - La conjura de El Escorial
  - Sonia Grande - Los girasoles ciegos
  - Lourdes de Orduña - Sangre de Mayo

### Anni 2010-2019
- 2010: Gabriella Pescucci - Agora
  - Lala Huete - El baile de la Victoria
  - Cristina Rodríguez - El cónsul de Sodoma
  - Sonia Grande - Gli abbracci spezzati (Los abrazos rotos)
- 2011: Tatiana Hernández – Lope
  - Mercè Paloma - Pa negre
  - Paco Delgado - Ballata dell'odio e dell'amore (Balada triste de trompeta)
  - Sonia Grande - También la lluvia
- 2012: Clara Bilbao - Blackthorn - Sin destino
  - Paco Delgado - La pelle che abito (La piel que habito)
  - María José Iglesias García - La voz dormida
  - Patricia Monné - No habrá paz para los malvados
- 2013: Paco Delgado - Blancanieves
  - Lala Huete - El artista y la modelo
  - Fernando García - Grupo 7
  - Vicente Ruiz - La Bande à Picasso
- 2014: Francisco Delgado López - Las brujas de Zugarramurdi
  - Cristina Rodríguez - 3 bodas de más
  - Tatiana Hernández - Gli amanti passeggeri (Los amantes pasajeros)
  - Lala Huete - La vita è facile ad occhi chiusi (Vivir es fácil con los ojos cerrados)
- 2015:  Fernando García - La isla mínima
  - Armaveni Stoyanova - Automata (Autómata)
  - Tatiana Hernández - El Niño
  - Cristina Rodríguez - Por un puñado de besos
- 2016: Paola Torres - Mi gran noche
  - Clara Bilbao - Nadie quiere la noche 
  - Loles García Galeán - Palmeras en la nieve
  - Fernando García - Perfect Day (Un día perfecto)
- 2017: Paola Torres - 1898: Los últimos de Filipinas
  - Lala Huete - La reina de España
  - Cristina Rodríguez - No culpes al karma de lo que te pasa por gilipollas
  - Cristina Rodríguez e Alberto Valcárcel - La vendetta di un uomo tranquillo (Tarde para la ira)
- 2018: Saioa Lara - Handia
  - Paco Delgado - Abracadabra
  - Mercè Paloma - La casa dei libri (La librería)
  - Tatiana Hernández - Oro - La città perduta (Oro)

- 2019: Clara Bilbao - Gun City (La sombra de la ley)
  - Mercè Paloma - Il fotografo di Mauthausen (El fotógrafo de Mauthausen)
  - Lena Mossum - L'uomo che uccise Don Chisciotte (The Man Who Killed Don Quixote)
  - Ana López Cobos - Quién te cantará

### Anni 2020-2029
- 2020: Sonia Grande - Mientras dure la guerra
  - Paola Torres - Dolor y gloria
  - Lourdes Fuentes e Saioa Lara - La trincea infinita
  - Alberto Valcárcel - Paradise Hills
- 2021: Nerea Torrijos - Il sabba
  - Cristina Rodríguez - Ballo ballo
  - Arantxa Ezquerro - Las niñas
  - Lena Mossum - Los europeos
- 2022: Vinyet Escobar - Las leyes de la frontera
  - Alberto Valcárcel - El amor en su lugar
  - Fernando García - Il capo perfetto
  - Clara Bilbao - Una donna chiamata Maixabel (Maixabel)